# Emil Lakatos
Emil Lakatos (Geburtsname: Emil Löwenwirth; * 14. Juli 1920 in Beregszász, heute: Oblast Transkarpatien, Ukraine; † 30. Oktober 2010 im XIII. Budapester Bezirk, Budapest) war ein Diplomat und Offizier in der Volksrepublik Ungarn, der unter anderem von 1979 bis 1983 außerordentlicher und bevollmächtigter Botschafter in den Niederlanden war.

## Leben

### Aufenthalt in Belgien, Partisan im Zweiten Weltkrieg und Eintritt in den Staatssicherheitsdienst
Der als Emil Löwenwirth geborene Emil Lakatos, Sohn von Frida Gutmann, wanderte mit seinen Eltern 1930 nach Belgien aus und war dort ab 1934 Mitglied des Belgischen Kommunistischen Jugendverbandes und trat 1936 der Kommunistischen Partei Belgiens KPB/PCB (Kommunistische Partij van België / Parti Communiste de Belgique) bei. Er arbeitete nach einer Berufsausbildung zum Schneider bis 1941 als Schneidergeselle, Lederdekorateur und Hilfsarbeiter. 1941 ging er in die Illegalität, arbeitete als Parteiarbeiter und engagierte sich in der Partisanenbewegung, wo er stellvertretender Oberbefehlshaber im Rang eines Oberstleutnants war. Er wurde 1944 von der Geheimen Staatspolizei verhaftet und befand sich bis April 1945 in verschiedenen Lagern wie dem KZ Neuengamme und dem KZ-Außenlager Schandelah. Nach mehreren Monaten medizinischer Behandlung war er von 1941 bis 1948 Sekretär des Partisanenverbandes in der Provinz Brabant, ehe er 1948 nach Ungarn zurückkehrte.
Lakatos arbeitete zunächst von 1948 bis 1949 als Hilfsarbeiter in der Kammspinnerei und Weberei Hazai und im Anschluss zwischen 1949 und 1951 als Sekretär für Massenorganisationen im Komitee der Partei der Ungarischen Werktätigen MDP (Magyar Dolgozók Pártja) in Pesterzsébet, dem XX. Budapester Bezirk. Nachdem er 1951 kurzzeitig Mitarbeiter im Finanzministerium (Pénzügyminisztérium) war, war er von 1951 bis 1955 Abteilungsleiter in der Zentrale der Gewerkschaft der öffentlichen Angestellten (Közalkalmazottak Szakszervezete) sowie zwischen 1955 und 1956 politischer Mitarbeiter der Abteilung für auswärtige Angelegenheiten des Zentralkomitees (ZK) der MDP. Am 12. April 1956 wechselte er als Major (Őrnagy) ins Innenministerium (Belügyminisztérium) und war bis 4. April 1957 stellvertretender Leiter der Pass-Abteilung. Er absolvierte zudem ein Studium an der Fakultät für Politikwissenschaften und Recht ÁJTK (Állam- és Jogtudományi Kara) der Eötvös-Loránd-Universität (ELTE) und schloss dort 1957 seine Promotion zum Doktor der Rechte ab. Nach kurzzeitigen Verwendungen in der Polizeiabteilung wurde er vom 28. Juni 1957 bis Juni 1958  in der Abteilung BM II/3 Aufklärung (Hírszerzés) in der Liste der sogenannten „streng geheimen Staatssicherheitsbeamten“ SZT (Szigorúan titkos állományú állambiztonsági tisztek) geführt, eine Kategorie des professionellen Personals der ungarischen Geheimdienste, die in verdeckter Funktion operierten. Offiziell bekleidete er von 1957 bis Juni 1958 den Posten eines Abteilungsleiters in der Wiener Vertretung von IBUSZ (Idegenforgalmi, Beszerzési, Utazási és Szállítási Rt), ein zum Ministerium für Verkehr und Post gehörendes staatliches Unternehmen für Tourismus, Einkauf, Reisen und Transport.

### „Diplomat“ in Frankreich und Belgien sowie Botschafter in den Niederlanden
Nach seiner Rückkehr war Emil Lakatos vom 1. Juli 1958 bis 1960 zunächst Gruppenleiter in der Abteilung BM II/3 Aufklärung beziehungsweise 1960 kurzzeitig Gruppenleiter in der dortigen Unterabteilung BM II/3-E, ehe er zwischen 1960 und 1962 wiederum als SZT-Offizier und inoffizieller Mitarbeiter der Unterabteilung BM II/3-J beziehungsweise im Zuge der Neustrukturierung der Staatssicherheitsaufgaben der zur Abteilung BM III/I-3 Geheimdienstaktionen gegen Deutschland (Hírszerzés az NSZK ellen) gehörenden Unterabteilung BM III/I-3-J zugeordnet war. Offiziell wechselte er zum Außenministerium (Külügyminisztérium) und war zwischen 1960 und 1965 Botschaftsrat Zweiter Klasse an der Botschaft in Frankreich, wobei er tatsächlich von September 1960 bis Juni 1965 dortiger Resident des Geheimdienstes war und in dieser Verwendung 1962 zum Oberstleutnant (Alezredes) befördert wurde. Nach seiner Rückkehr war er zwischen dem 1. und dem 31. Juli 1965 zunächst Gruppenleiter in der Unterabteilung BM III/I-3-J sowie vom 1. August 1965 bis zum 30. September 1968 Mitarbeiter der Abteilung BM III/I-5 Wissenschaftliche und technische Intelligenz (Tudományos-műszaki hírszerzés). In dieser Zeit absolvierte er 1967 die Marxismus-Leninismus-Abenduniversität. Im Anschluss wurde er vom 1. Oktober 1968 bis zum 30. September 1974 als SZT-Offizier und inoffizieller Mitarbeiter der BM III/I-3 zugeordnet.
Offiziell wechselte er im Februar 1968 wieder ins Außenministerium und war zwischen dem 1. Juli 1969 und dem 30. September 1974 Gesandter an der Botschaft in Belgien, wobei er in dieser tatsächlich wieder dortiger Resident des Geheimdienstes war. Nach seiner Rückkehr war er erst Mitarbeiter sowie danach zwischen dem 1. Januar 1975 und dem 31. Oktober 1977 als SZT-Offizier Leiter der eigenständigen Unterabteilung BM III/I-14 beziehungsweise vom 1. November 1977 bis zum 30. Juni 1978 ebenfalls als SZT-Offizier Leiter der BM III/I-11 Nachrichtendienste in Drittländern und auf inländischer Basis (Hírszerzés harmadik országokban és hazai bázison) und daraufhin zwischen dem 1. Juli bis zum 31. Dezember 1978 wiederum als SZT-Offizier Leiter der selbständigen Unterabteilung BM III/I-B. Offiziell fungierte er von 1977 bis 1979 als Leiter einer Abteilung des Instituts für Kulturelle Beziehungen (Kulturális Kapcsolatok Intézet) sowie vom 1. April bis zum 30. Juni 1979 als Leiter der Länder-Hauptabteilung V des Außenministeriums.
Nachdem er am 30. Juni 1979 aus dem Staatssicherheitsdienst ausgeschieden war, übernahm Emil Lakatos als Nachfolger von Anna Bebrits von 1979 bis 1983 den Posten als außerordentlicher und bevollmächtigter Botschafter in den Niederlanden und wurde in dieser Funktion von István Horváth abgelöst.
Obwohl die Leiter von Botschaften und Handelsvertretungen nicht für die Arbeit für den Geheimdienst rekrutiert werden durften, gab es jedoch viele von ihnen, die zuvor im Nachrichtendienst gearbeitet hatten und von dort den Posten eines Botschafters oder Botschafters erreichten, als sie – zumindest formal – ihre Verbindung abbrachen mit dem Geheimdienst, vor allem, um im Falle einer Ergreifung einen großen diplomatischen Skandal zu vermeiden. Am 30. September 1981 ist er in den Ruhestand getreten.